# Oliva de la Frontera
Pour les articles homonymes, voir Oliva.
Oliva de la Frontera est une commune d’Espagne, dans la province de Badajoz, communauté autonome d'Estrémadure. Elle est située entre Jerez de los Caballeros et Valencia del Mombuey et la population était de 5 500 habitants au recensement de 2013 et 4967 à celui de 2023,.